# Hvarekșaeta
În mitologia persană Hvarekșaeta este zeul soarelui. A unsprezecea zi din calendarul zoroastrian îi este dedicat și se află sub protecția sa. 